# Carterton (Nueva Zelanda)
Carterton es una pequeña ciudad en la región de Wellington de Nueva Zelanda y la sede del Distrito de Carterton. Se encuentra en una zona agrícola de Wairarapa en la isla norte de Nueva Zelanda. Se encuentra a 14 kilómetros (8.7 millas) al suroeste de Masterton y 80 kilómetros (50 millas) al noreste de Wellington. La población de la ciudad en el censo de 2006 era de 4.122, con otros 2.976 que viven en el distrito rural circundante.
Carterton fue fundada en 1857. Originalmente conocido como Three Mile Bush, y sirvió como residencia para los trabajadores de la construcción de la carretera entre Wellington y Masterton. Su nombre se cambió más tarde después de que Charles Rooking Carter, quien estaba a cargo de la construcción del Puente Negro sobre el río Waiohine.La ciudad celebra un Festival Daffodil cada año el segundo domingo de septiembre.
Carterton lleva el nombre de Charles Rooking Carter, 26 de julio de 1859. Lo entierran en el cementerio de Clareville Carterton. Murió en Wellington, julio de 1896.
Carterton era el lugar de nacimiento de Sir Bob Charles, el primer golfista zurdo en ganar un Major, en el abierto británico en 1963.
El 7 de enero de 2012, un globo de aire caliente se estrelló al norte de la ciudad, matando a once personas. Se estrelló cuando golpeó una línea de suministro de energía de la ciudad, y corto brevemente la energía de toda la ciudad como resultado.

## Educación
Tiene cinco escuelas primarias, tres en el municipio y dos en la zona rural circundante, sirviendo a niños entre loss 1 a 8 años.
El distrito de Carterton también cuenta con una escuela cristiana que sirve de 1 a 13 años, Ponatahi Christian School está ubicado en el mismo municipio.
No hay escuelas secundarias en el Distrito Carterton, con la excepción de la escuela cristiana mencionado arriba.

## Localizaciones importantes

### El reloj
El rejoj de la ciudad de Carterton está situado en la calle principal, al lado de la oficina de correos. La torre existente fue puesta en funcionamiento en septiembre de 1962, en sustitución de la torre del reloj original del alto de la oficina de correos que fue dañada en el terremoto de 1942 Wairarapa.

### Estación
La estación de tren histórica Carterton Railway se encuentra ubicado en la esquina de las calles Broadway, Davy y Wheatstone, cerca de la principal zona comercial de la carretera estatal. El edificio de la estación en la estación es original, ya que fue construido cuando el ferrocarril se inauguró en 1880, y ha aceptado los servicios de pasajeros desde entonces.

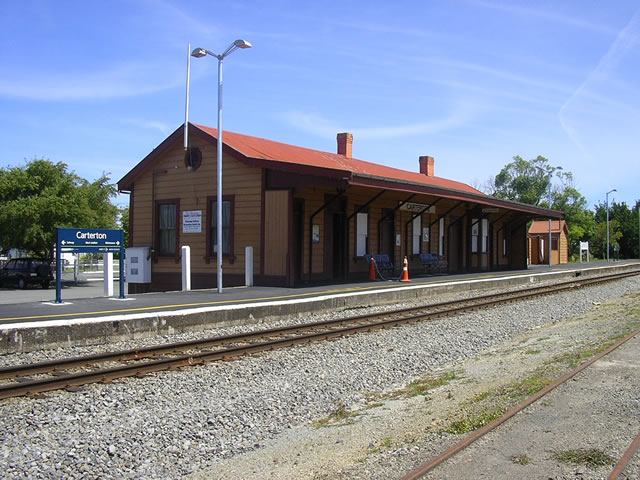
Histórica estación de tren Carterton Railway.

Carterton se encuentra en la línea entre Wairarapa con Wellington.

### Biblioteca
La biblioteca se encuentra en la calle Holloway, es la más antigua de Nueva Zelanda, todavía está en uso hoy en día.

### Centro de eventos
El centro de eventos también está en la calle Holloway, inaugurado en octubre de 2011, las instalaciones es para uso comunitario y comercial. Situado en la región de Wairarapa, el Centro ofrece modernos, espacios flexibles, para todo tipo de eventos, espectáculos, exposiciones, encuentros y reuniones de la comunidad.